# Cacramanemaraxe
Cacramanemaraxe (em turco: Kahramanmaraş) é uma cidade e área metropolitana do sul-sudeste da Turquia. É a capital da província homónima e faz parte da região do Mediterrâneo. O conjunto dos distritos que a malha urbana da cidade ocupa, na totalidade ou parcialmente, (Onikişubat e Dulkadiroğlu) tem 2 899 km² e em dezembro de 2021 tinha 671 849 habitantes (densidade: 231,8 hab./km²).

## Etimologia
O primeiro nome da cidade foi Markasi ou Marqasi, quando era a capital do reino sírio de Gurgum (também conhecido como Gumgum ou Gamgum), que existiu nos primeiros séculos do 1.º milénio a.C.[carece de fontes?] Durante o período helenístico passou a ser chamada  em grego: Γερμανίκεια; romaniz.: Germanikeia, que foi depois romanizado para Germanícia Cesareia (em latim: Germanicia Caesarea).
Os árabes chamaram-lhe Marʻaš (em árabe: مرعش‎; AFI: /ˈmarʕaʃ/), que é também o nome em siríaco (ܡܪܥܫ) e deu origem a Maraix, Marache ou Marash nas línguas europeias ocidentais e foi usado pelos cruzados. O nome em turco foi Maraxe (Maraş) até 1973, quando foi adicionado Cacramane (Kahraman; "herói"), uma menção à vitória das forças nacionalistas turcas sobre as tropas de ocupação francesas na batalha de Maraş em 1900.[carece de fontes?]

## História
Germanícia Cesareia ou Germaniceia fez parte dos impérios romano e bizantino durante vários séculos antes de ser tomada pelos muçulmanos em 638 d.C.
Marache foi utilizada como base para incursões árabes por toda a Ásia Menor e foi destruída diversas vezes nas batalhas contra os bizantinos. Foi reconstruída pelo califa omíada Moáuia I (r. 661–680) e expandida pelo califa abássida Harune Arraxide (r. 786–809). Esteve também nas mãos dos tulúnidas, iquíxidas e hamadânidas antes de ser reconquistada em 962 pelos bizantinos sob o comando de Nicéforo II Focas.
Após a derrota do imperador bizantino Romano IV Diógenes na Batalha de Manzicerta, em 1071, Filareto Bracâmio, um ex-general bizantino fundou um principado que se estendia de Antioquia até Edessa, com capital em Germanícia.
Germanícia foi novamente capturada por Balduíno I de Jerusalém em 1098 durante a Primeira Cruzada e se tornou parte do Condado de Edessa. De acordo com Mateus de Edessa, ela foi destruída por um terremoto no qual morreram 10 000 pessoas, um número provavelmente exagerado. Em 1135, os danismêndidas cercaram sem sucesso a cidade, sem conseguir conquistá-la. Balduíno de Germanícia morreu numa guerra em 1146 quando tentava recuperar Edessa ao lado de Joscelino II de Edessa das mãos do soberano zênguida Noradine. Seu sucessor, Reinaldo de Germanícia, também morreu na guerra, na batalha de Inabe contra os zênguidas. Por fim, o Maçude I, do Sultanato de Rum, a conquistou em 1149.
Marache foi novamente capturada pelos zênguidas em 1151 e recapturada pelos Seljúcidas no ano seguinte. Novamente recapturada pelos zênguidas, a cidade foi deixada para Melias da Arménia, seu colaborador. Finalmente, em 1182, a cidade passou para as mãos dos aiúbidas.
Em 1253, Marache foi conquistada pelas forças do Reino Arménio da Cilícia logo após a invasão da Anatólia pelos mongóis do Ilcanato. A cidade foi deixada aos arménios na condição de vassalos das forças mongóis. Mais uma vez, Marache foi capturada, desta vez pelo sultão mameluco Axerafe Calil, em 1292, sendo recapturada por Hetum II da Arménia Cilícia em conjunto com os Mongóis. Voltou para os Mamelucos em 1304.
Marache foi governada pelos Dulcadiridas, como vassalos dos Mamelucos, entre 1337 e 1515, quando foi anexada ao Império Otomano. Durante o período de domínio otomano, foi a capital do eialete de Dulcadir até à primeira metade do século XIX, quando passou a ser a capital de um sanjaco (subprovíncia) do vilaiete de Alepo até 1918.